# Rosa candida
Rosa candida è il quarto romanzo pubblicato dalla scrittrice islandese Auður Ava Ólafsdóttir. Tradotto negli Stati Uniti e in diverse lingue europee, è stato romanzo rivelazione del 2011 in Francia.

## Trama
Il ventiduenne Arnljótur Thórir, detto Lobbi, lascia l'Islanda per fare un'esperienza in un monastero europeo. Dopo la morte della madre in un incidente automobilistico, Lobbi abita con l'anziano padre; il suo fratello gemello Jósef, autistico e con problemi di apprendimento, vive invece ricoverato in un istituto. Lobbi ha avuto di recente una figlia da una conoscente, Anna, dopo un fugace rapporto sessuale nella serra di casa, una sera al termine di una festa con amici. Il ragazzo ha assistito al parto, ma non ha più avuto occasione di incontrare Anna e ha visto poche volte la piccola Flóra Sól.
Partito dall'Islanda malgrado le apprensioni del padre, che preferirebbe vederlo iscrivere all'università, Lobbi trova ospitalità a casa dell'ex compagna di scuola Thórngunnur, che vive all'estero; ma appena atterrato soffre di un attacco di appendicite e viene operato d'urgenza nell'ospedale locale. Dopo una breve convalescenza, acquista un'auto usata e inizia il suo viaggio per recarsi al monastero dov'è atteso; fermatosi a cena in una locanda nella foresta, offre un passaggio auto alla figlia dei proprietari che deve recarsi all'università in città. Dopo averla accompagnata, e dopo avere attraversato due frontiere e percorso 2000 km su strada, Lobbi arriva nel paesino dove ha sede il monastero con il quale ha preso accordi. Lavorerà qui a un progetto di recupero dello storico giardino di rose, un tempo uno dei roseti più famosi del mondo.
Lobbi ha imparato la cura delle rose dalla madre, anzi ha portato con sé da casa una piantina di rosa a otto petali che si propone di far attecchire nel giardino. Il roseto è abbandonato all'incuria, malgrado ciò Lobbi rinviene oltre 200 varietà di rose quando comincia a sistemare la aiuole secondo la disposizione originarle, ricavata da immagini di libri d'epoca. I monaci, inizialmente indifferenti, si interessano sempre di più dei suoi risultati.
La sua nuova sistemazione personale è però sconvolta da una telefonata di Anna: l'amica ha bisogno che lui tenga presso di sé la figlia per qualche settimana mentre lei sarà impegnata a preparare la tesi di laurea. Gli porterà Flóra Sól in aereo. Lobbi affitta un piccolo appartamento d'epoca in paese, ma quando è ora di separarsi dalla bambina Anna gli chiede il permesso di fermarsi a lavorare per la tesi. Così Lobbi inaugura un ménage familiare con la bambina e con l'amica, della quale a poco a poco si innamora, fino a provare il desiderio di cerare una famiglia vera.

## Premi letterari
- Prix culturel DV de littérature 2008
- Premio Fjöruverðlaun per la letteratura femminile
- Prix Page des libraires 2010 (Sélection européenne)
- Prix des libraires du Québec (categoria "Hors Québec") 2011
- Prix des Amis du Scribe 2011

## Edizioni
- Auður Ava Ólafsdóttir, Rosa candida, collana coll. Super ET, traduzione di Stefano Rosatti, Einaudi, 2014,  p. 206, ISBN 978-88-06-22220-8.